# MantisBT
Mantis je webový systém pro evidenci chyb (bug tracking) při vývoji software. Je napsán v PHP (skriptovací jazyk) a vyžaduje databázi (MySQL, MS SQL nebo PostgreSQL) a webový server. Mantis může být instalován na Microsoft Windows, Mac OS, OS/2 a také Unix. Většina webových prohlížečů by měla být schopna Mantis zobrazit. Mantis byl uvolněn pod licencí GNU General Public License (GPL).
Mantis je zdarma pro použití a upravování. Je povoleno ho šířit tak jak je poskytován v rámci licence GPL.
Uživatelské rozhraní Mantisu obsahuje obarvený seznam problémů, které upozorňují uživatele na aktuální stav různých problému.

## Požadavky
- PHP 5.5.x nebo vyšší
- MySQL databáze 5.5.35 nebo vyšší
- Webový server (Apache, IIS a další)